# Olaszgomba
Az olaszgomba (Polyporus tuberaster) a likacsosgombafélék családjába tartozó, Eurázsiában és Észak-Amerikában honos, lombos fák elhalt törzsén élő, ehető gombafaj. 

## Megjelenése
Az olaszgomba kalapja 5-15 cm széles, alakja lapos vagy bemélyedő, kissé tölcséresedő; felülnézetben kör vagy vese alakú lehet. Felszíne körkörösen pikkelyes, melyek a közepén rásimulók, a kalap széle felé felállók. Széle pillásan szőrös. Színe sárgástól a narancsbarnásig terjed, a pikkelyek sötétebbek.
Húsa vastag, fiatalon puha, később szívós; színe fehéres. Szaga és íze kellemes.
Termőrétege pórusos, a tönkre kissé lefutó, a pórusok sokszögletűek. Színe fiatalon fehéres-krémszín, idősen krémokker.
Tönkje 3-8 cm magas és 0,5-1,5 cm vastag. Alakja hengeres, a töve felé elvékonyodó. Többnyire központi elhelyezkedésű, ritkán excentrikus. Színe fehéres, okkeres vagy rozsdasárgás. Felülete nemezes.
Spórapora fehér. Spórája elliptikus vagy hengeres, sima, mérete 12-15 x 4-5 µm.

### Hasonló fajok
A szintén ehető pisztricgombával vagy a jóval kisebb fagyálló likacsosgombával és sugaras likacsosgombával lehet összetéveszteni. 

## Elterjedése és termőhelye
Eurázsiában és Észak-Amerikában honos. Magyarországon ritka. 
Lombos fák elhalt törzsén él, azok anyagában fehérkorhadást okoz. Három ökológiai típusa van: legtöbbször kidőlt fatörzsön, fatuskón vagy föld feletti ágakon fejlődik; esetenként a talajban levő faanyaghoz, vastag rhizomorfa jellegű micéliummal kapcsolódik; illetve a talajban levő nagy, fekete álszkleróciumból ún. gombakőből is kinőhet. Meleg, világos erdőkben (pl. ligeterdőkben, gyertyános- tölgyesekben, bükkösökben) terem, ahol a talaj nedves és jó tápanyagellátottságú. Magyarországon többnyire bükkön és tölgyön él. Májustól októberig terem.
Ehető. Magyarországon védett, természetvédelmi értéke 5000 Ft.
Egy kutatásban vizsgálták rákellenes hatásait, és arra jutottak, hogy a micéliumkultúrák kivonata hatékonyan gátolta a rákos sejtek fejlődését, mindezt ráadásul úgy, hogy a hagyományos rákellenes gyógyszerekkel ellentétben nem növelte a mellékpopulációs sejtek arányát. Így az olaszgomba micéliumkivonata egy áttörés lehet a kemorezisztens rosszindulatú daganatok kezelésében. 

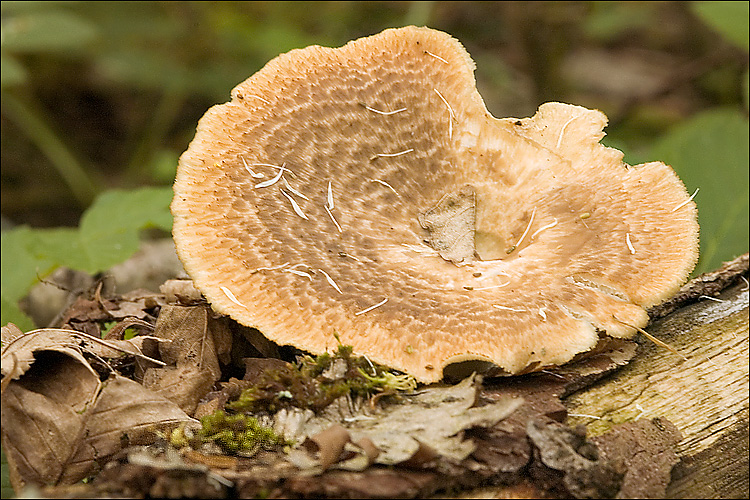
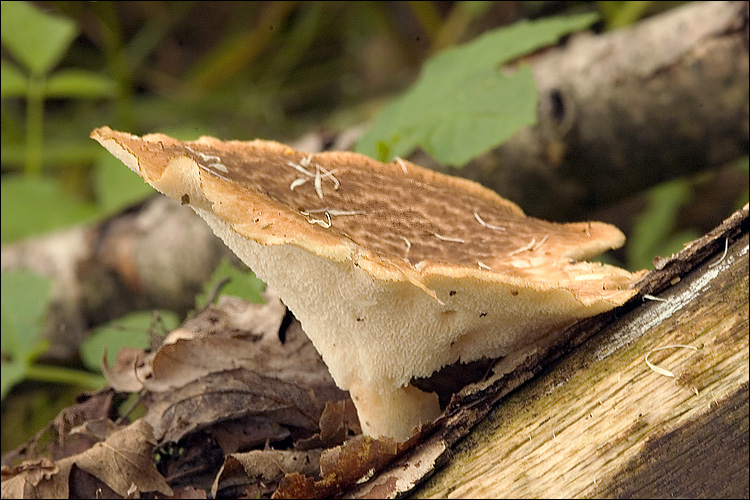
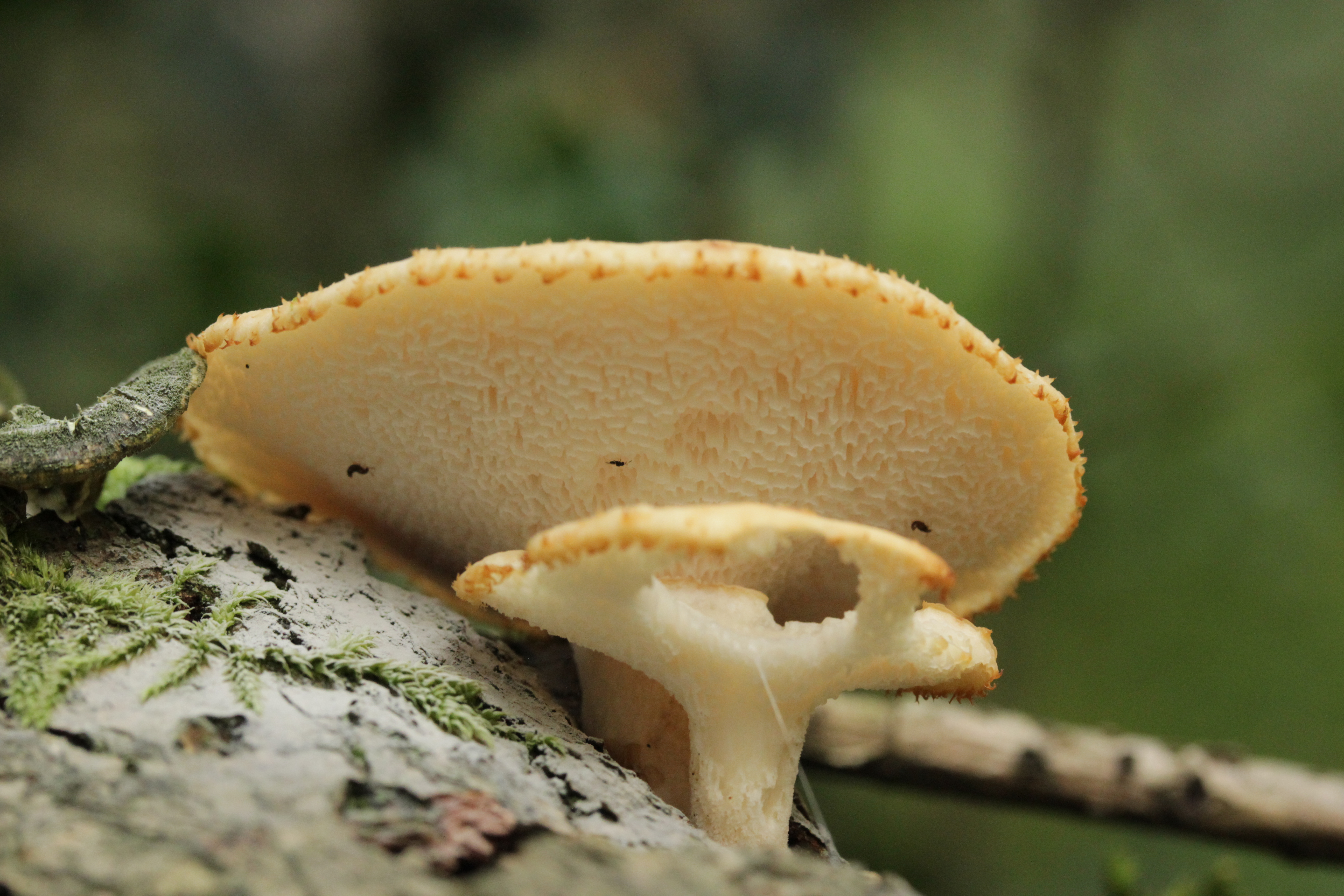
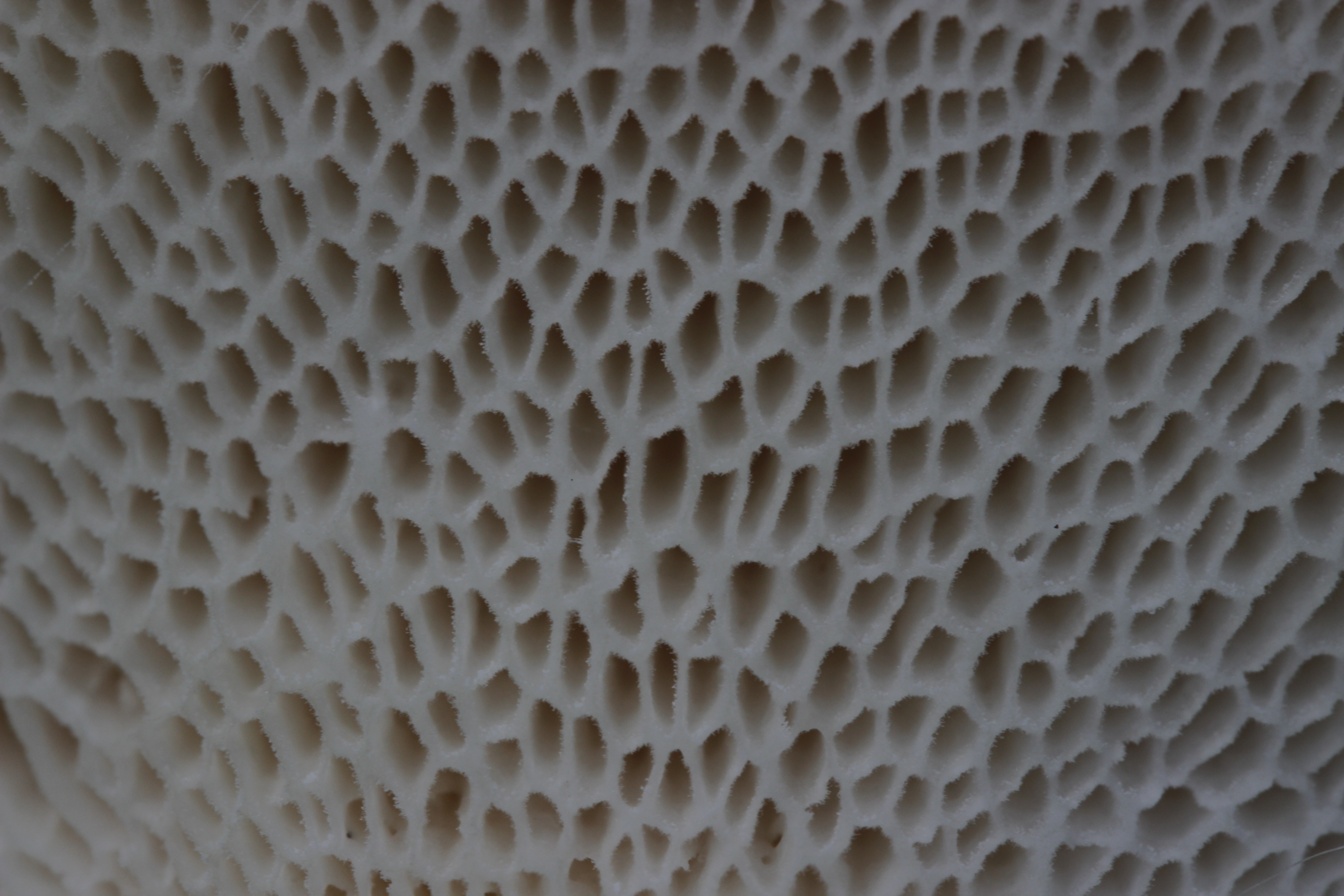
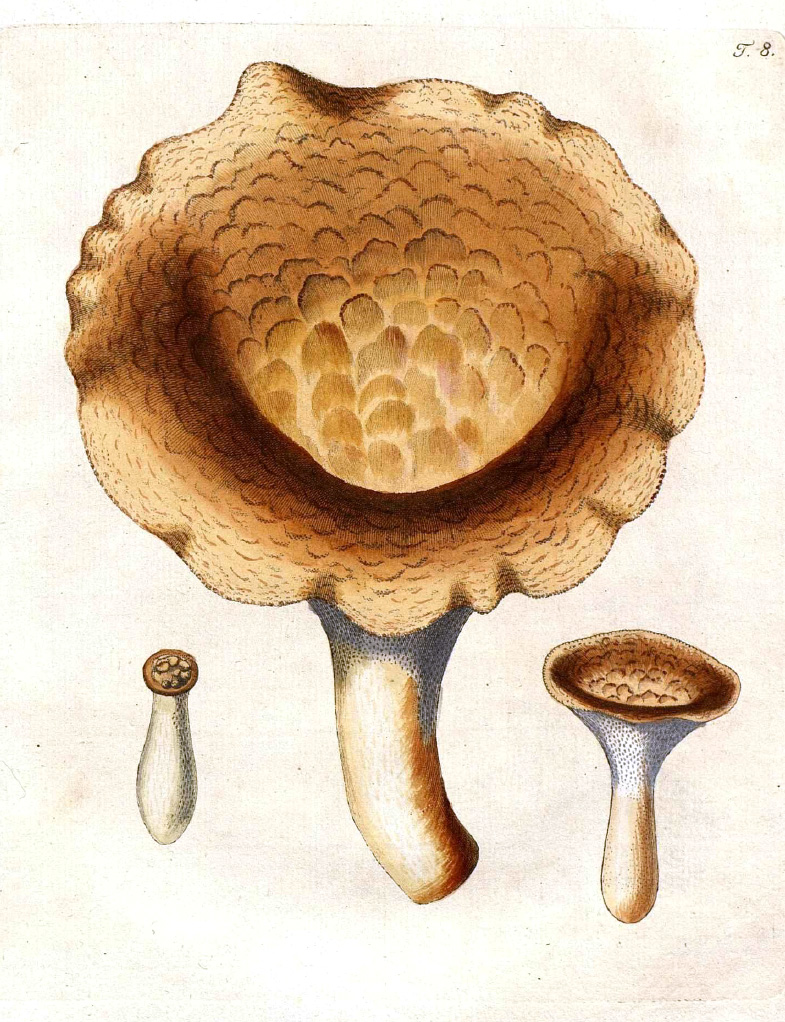